# Keystone (Florida)
Keystone és una concentració de població designada pel cens dels Estats Units a l'estat de Florida. Segons el cens del 2000 tenia 14.627 habitants.

## Demografia
Segons el cens del 2000, Keystone tenia 14.627 habitants, 5.160 habitatges, i 4.380 famílies. La densitat de població era de 156,5 habitants/km².
Dels 5.160 habitatges en un 41,7% hi vivien nens de menys de 18 anys, en un 78,2% hi vivien parelles casades, en un 4,7% dones solteres, i en un 15,1% no eren unitats familiars. En l'11,1% dels habitatges hi vivien persones soles el 3% de les quals corresponia a persones de 65 anys o més que vivien soles. El nombre mitjà de persones vivint en cada habitatge era de 2,83 i el nombre mitjà de persones que vivien en cada família era de 3,08.
Per edats la població es repartia de la següent manera: un 27,2% tenia menys de 18 anys, un 4,8% entre 18 i 24, un 33,3% entre 25 i 44, un 27,1% de 45 a 60 i un 7,7% 65 anys o més.
L'edat mediana era de 38 anys. Per cada 100 dones de 18 o més anys hi havia 97,9 homes.
La renda mediana per habitatge era de 80.677 $ i la renda mediana per família de 84.592 $. Els homes tenien una renda mediana de 55.905 $ mentre que les dones 37.190 $. La renda per capita de la població era de 35.136 $. Entorn de l'1,4% de les famílies i el 2,4% de la població estaven per davall del llindar de pobresa.

## Poblacions més properes
El següent diagrama mostra les poblacions més properes.